# Аминевское сельское поселение
Ами́невское се́льское поселе́ние — муниципальное образование в Уйском районе Челябинской области Российской Федерации.
В рамках административно-территориального устройства муниципальное образование  соответствует административно-территориальной единице Аминевский сельсовет.
Административный центр — село Аминево.

## История
Статус и границы сельского поселения установлены Законом Челябинской области от 17 сентября 2004 года № 278-ЗО «О статусе и границах Уйского муниципального района и сельских поселений в его составе»

## Население
| 2002 | 2010  | 2011  | 2012  | 2013  | 2014  | 2015  |
| ---- | ----- | ----- | ----- | ----- | ----- | ----- |
| 1157 | ↘1095 | ↘1093 | ↘1069 | ↘1036 | ↘1011 | ↗1015 |
| 2016 | 2017  | 2018  | 2019  | 2020  | 2021  |       |
| ↘995 | ↘967  | ↘937  | ↘920  | ↘876  | ↗894  |       |

## Состав сельского поселения
| № | Населённый пункт | Тип населённого пункта       | Население |
| - | ---------------- | ---------------------------- | --------- |
| 1 | Аминево          | село, административный центр | ↘830      |
| 2 | Магадеево        | деревня                      | ↗265      |